# کریم مولاوردیخانی
مولاوردی‌خانی در چهارم امرداد ۱۳۲۹ در «محله نفته‌انبار خباز» رشت دیده به جهان گشوده، لیسانس زبان و ادبیات فارسی است و شاگرد محمدرضا شفیعی کدکنی و عبدالحسین زرین‌کوب بوده‌است، ضمن آنکه مدرس ادبیات و هنر خوش‌نویسی در دبیرستان‌های گیلان نیز بود.

## آثار
او علاوه بر دفتر شعر گیلکی «واگردان»، دفترهای شعر دیگری نیز دارد؛ از دریا تا کویر و از کویر تا دریا (مجموعه شعر فارسی) سورخ‌گل (مجموعه شعرهای گیلکی). علاوه بر این او دائرةالمعارف بزرگ گیلانی را نیز تألیف کرده‌است که چهار جلد از پنج جلد این مجموعه منتشر شده‌ است
. یکی از کارهای که مولاوردی‌خانی انجام داده‌است، احوال و آثار خوشنویسان گیلان، بوده‌است. کتاب‌های نقد شعر گیلک، مثل‌های گیلکی، مثل‌های سایره در مثنوی مولوی، اصغرفیل دماغ (مجموعه داستانهای طنز)، کرکس جوان (داستان) سیاه‌گالش (مجموعه داستان‌های گلیکی-فرهنگ عامه)، باورداشت‌هایی از مردم گیلان، اَدرَا وَاکون باد بَایه (چند سرود عامیانه گلیکی) و… از جمله کارهای مولاوردی‌خانی هستند.

## واگردان، دفتر شعر گیلکی
دفتر شعرهای گیلکی آقای کریم مولاوردی‌خانی، گرچه سال ۱۳۷۹با شمارگان ۱۰۰۰ نسخه منتشر شده‌است، اما از آنجایی که شعرهایش تاریخ نزول خود را بر پای‌بست ستون‌ها به گواهی گذاشته‌است، نشان می‌دهد که شاید شأن نزولی داشته باشد، یا حداقل این حس به خواننده دست می‌دهد که هر شعر محصول فضایی است که شاعر در آن قرار داشته و تأثیر پذیرفته‌است. گرچه این تاریخ تولدها مانع خوانش شعر یا مانع درک بصری آن نمی‌شود.
«واگردان» کتاب کوچکی است که مفاهیم بزرگ و نویی را در خود جمع دارد و شاعر براساس موقعیت و شرایط اجتماعی، اقلیمی، فرهنگی و سیاسی شعر گفته‌است. این مجموعه که ۵۰عنوان شعر را در خود دارد، از غزل و قصیده تا رباعی و شعر نو و گاهی سفید گیلکی دیده می‌شود که گویی شاعر می‌خواهد همه دِینْ و عشق خود به زبان و آداب و سنن و به‌طور کل به گیلان را ادا کند.
شاعر نخواست شعرهایی را که مثلاً در قالب غزل، رباعی یا نو و حتی هساشعر گفته را در دفتر تنظیم کند و خواننده هنگام تورق با نظم تصویری صفحه‌آرایی مواجه شود، او شعرهایش را بر اساس سال سرایش تنظیم کرد تا شاید بخواهد، از این طریق هم نوعی تعامل معنایی و تصویری با ذهن خواننده ایجاد کند.
در لابه‌لای بیت‌ها، طنز، مطایبه و مثل‌ها و متل‌ها دیده می‌شود. ضمن آنکه مسائل اجتماعی با موضوعات مختلف هم دستمایه کار شاعر قرار گرفته‌است. او گاهی از با تکیه بر برخی از سخن‌ها و ضرب‌المثل‌ها، در پی بیان فضا و درکی نو از آنهاست، به گونه‌ای که احساس می‌شود شاعر می‌خواهد سخنی را بگوید که باید فقط از این مسیر عبور می‌کرد تا به هدف و مقصود و مقصد خود برسد که اتفاقاً هم در بسیاری از مواقع موفق بوده‌است. «زرده سگ شاله براره» که به فارسی همان مثل معروف سگ زرد برادر شغال است، شاعر یک بیت یا جمله دیگر بیشتر اضافه نمی‌کند، فقط می‌گوید «مشته سنگ را بالا بگیر.» اگر حرف دیگر یا جمله دیگری می‌گفت، شاید به درازگویی دچار می‌شد، جایی که نظر و دیدگاهش همان بود و نمی‌خواست حرفی غیر از این بزند، کار درست همان بود که شاعر انجام داد و سخن را طولانی نکرد. این شعر، مفهوم و معنایی وسیع و در عین حال بسیطی دارد که در نوع خود بن‌مایه‌های اجتماعی و(...) را می‌توان در آن دید. شاعر در حقیقت زبان نصیحت گشوده‌است، هشدار داده و شیوه برخورد با آدم‌های دورو و ریاکار را هم نشان داده‌است، حال به قول حافظ تو خواه از سخنش پند بگیری و خواه ملال.
در این دفتر اگر شخصیت‌های دیگری ظهور و بروز می‌یابند، به نظر می‌رسد که سهره سینه‌سرخ قهرمان این دفتر است؛ زیرا شاعر با سینه‌سرخ صمیمی‌تر و مهربان‌تر و با پروازش زندگی‌مندتر است. دفتر واگردان، شعر مردم نسلی است که به فرهنگ و آداب و ادب خود عشق می‌ورزند.

## باستان‌شناسی واژه‌های گیلان

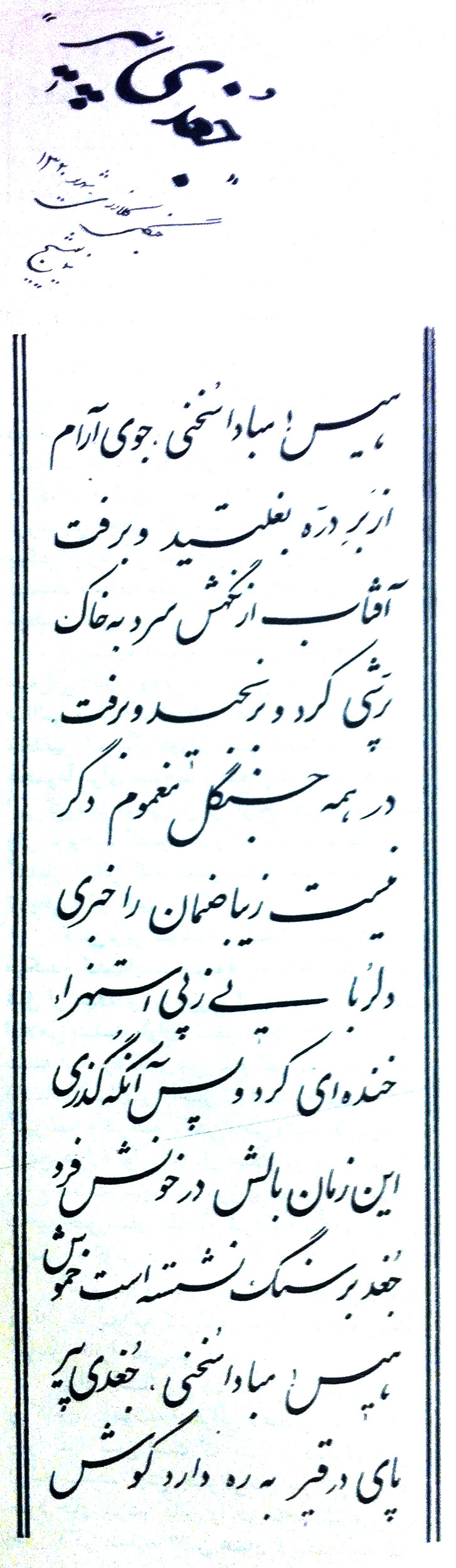
Poem: An Old Owl - نیما یوشیج - Nima YooshijCalligraphy: Karim Molaverdikhani

باستان‌شناسی واژه‌های گیلان نام کتاب کوچکی است نوشته کریم مولاوردی خانی که در آن به بررسی و ریشه یابی واژه‌های اصیل گیلکی در حوزه شرق گیلان و تا حدودی غرب مازندران می‌پردازد، کاوش در این رابطه اگرچه بسیار جالب و حیاتی است، اما انجام این مهم تنها با تحمل سختی‌ها و مشقتهای بسیار امکانپذیر است، از این روکار نگارش این اثر (که البته این کتاب تنها بخش بسیار کوچکی از مجموعه گردآوری شده‌است) به گفته نویسنده بیش از پنجاه سال به طول انجامیده و این کتاب نخستین قسمت از مجموعه دست نوشته‌های مؤلف است.
در بخشی از دیباچه ی آن آمده:"... اما چرا در پی تدوین کتاب "باستانشناسی واژه‌های گیلان" برآمدم؟ در میان انبوه یادداشت‌هایم، که خود به ده‌ها هزار می‌رسند، واژه‌هایی آریایی دیدم، پیش از عصر اوستا یعنی دوره "ودایی" و واژه‌هایی از زبان سانسکریت، تقریباً باز هم پیش از عصر اوستا، اما نه از واژه‌های "مزدیسنانی" بلکه از واژه‌های "اهریمنی" یعنی دوره‌ای که هنوز آریاییان یا دسته‌هایی از آنان بر آیین کهن خویش بودند، نام آبادی‌هایی را دیدم که هنوز نام باستانی خود را حفظ کرده‌اند و بیشترشان در شرق گیلان و غرب مازندران وجود دارند که حضور نخستین آریایی‌های مهاجر را در این سرزمین نشان می‌دهد، واژه‌هایی را دیدم از دوران باستان که هنوز زنده، جوان و پویا هستند…" این کتاب در تیراژ ۱۰۰۰ نسخه در چاپ اول و توسط انتشارات پورشاد تهران منتشر شده‌است.
این کتاب نخستین اثری است که به گفته نویسنده با نام «باستان‌شناسی واژه‌ها» در ایران چاپ شده‌است. مولاوردی‌خانی این کتاب را مقدمه و پیش‌نشر کتاب «دانش‌نامه یا دائرةالمعارف بزرگ گیلان» می‌داند که حدود ۴۰سال مشغول گردآوری آن است. وی می‌گوید که ازسال ۴۳ تاکنون مشغول گردآوری، ضبط تطبیقی و شرح نکات دستوری و ریشه‌یابی واژه‌های گیلانی بوده‌است.
شیوه کار مولاوردی‌خانی برای تدوین «دانش‌نامه گیلان» بر ۲ گونه «نوشتاری» و «زبانی» بوده‌است. در گونه زبانی همه یادداشت‌ها از زبان مردم است، آنچه را که او شنیده‌است با همان آوا، شرح و با همان بیان و تعریف گوینده یادداشت کرده‌است. وی درگونه «نوشتاری» از نوشته‌های پژوهشگران، نویسندگان و زبان‌شناسان یادداشت‌برداری و منابع و مأخذ را هم ارائه کرده‌است. او می‌گوید: «در میان ده‌ها هزار یادداشت، به واژه‌های آریایی برخوردم که به پیش از عصر اوستا یعنی دوره «ودایی» می‌رسید و واژه‌هایی از زبان سانسکریت را دیدم که پیش از عصر اوستا، نه مزدیسنایی، بلکه واژه‌هایی اهریمنی، یعنی دوره‌ای که هنوز آریایی‌ها یا دسته‌هایی از آنان بر آیین کهن خویش بوده‌اند، مربوط می‌شود.»
مولاوردی‌خانی می‌افزاید: «در طول تحقیق آبادی‌هایی را دیدم که هنوز نام باستانی خود را دارند. بیشتر این آبادی‌ها در شرق گیلان و غرب مازندران وجود دارند که حضور نخستین آریایی‌های مهاجر را در این سرزمین نشان می‌دهد.» وی معتقد است همه نمونه‌های ارائه شده، ریشه واژه‌ها، خاستگاه یا معنی آن‌ها براساس مدارک و مستندات علمی است و هر واژه بر اساس موقعیت جغرافیایی، تاریخی و زبان‌شناسی بررسی شده‌است. به عنوان نمونه آنجا که از آمدن آریاها از شرق دریای کاسپین و از گرگان سخن گفته می‌شود، نام باستانی «گرگان» را می‌آورد که براساس مدارک «هیرکانی» برگرفته از کتاب ایران در عهد باستان نوشته دکتر محمدجواد مشکور است.
وی می‌افزاید: «در شرح هیرکانی نوشته‌ام که این نام از «هیرکا»(Hiraka) سانسکریت به معنی «الماس» گرفته شده‌است.» مولاوردی‌خانی می‌گوید: «برای نشان دادن جایگاه نخستین آریایی‌ها پس از مهاجرت به ایران بزرگ، به چند دسته از واژه‌ها برخورد کرده‌ام. الف:واژه‌های بومی پیش از آمدن آریایی‌ها به سرزمین گیلان. ب: واژه‌های آریایی و در آخر واژهای دیگری چون ترکی، ترکی‌مغولی، بابِلی، آشوری، ایلامی، سومری، یونانی، عربی، روسی، انگلیسی، فرانسوی و…
چون هدفم نشان دادن جایگاه نخستین آریایی‌ها پس از مهاجرت به ایران بزرگ و سرزمین گیلان بود، فقط به واژه‌های آریایی بسنده شده‌است.» مولاوردی‌خانی در این اثر ابتدا برخی از نام‌جایگاه‌ها را به عنوان نمونه‌های واژه‌هایی که از دوران ودایی در این منطقه مانده‌اند، می‌آورد. یکی از این واژه‌ها «کولام kulam» است. وی می‌نویسد: «کولام در شرق گیلان و غرب مازندران به معنی «کلبه گالشها» است که خود از واژه» کولاkula»(=خانواده) در عصر ودایی است.» وی چندین نمونه از این واژه ارائه می‌کند که در ابتدای نام مکان‌هاست، مانند «توساکولام، راش‌کولام، کلام‌اینی، کلام جلیسه، کلام‌رود، کلام‌سر (از بخش‌های سیاهکل)، یا کلام‌گاه، گالش‌کلام، و گیه‌کلام (شرق گیلان).» در برخی از مناطق کوهستانی مازندران مانند سوادکوه واژه «کلاً» به وفور در پسوند ده‌ها روستا یا منطقه دیده می‌شود. مرزی‌کلاً، گالش‌کلاً، سیاکلا، کاردی‌کلاً، امیرکلا و از این نمونه‌اند.
نویسنده هدف از انتشار این کتاب را به نوعی یاری‌طلبیدن از کسانی می‌داند که به فرهنگ و زبان گیلانی عشق می‌ورزند. وی می‌گوید که برای چاپ مجموعه کامل این اثر به کمک و پشتیبانی مسئولان فرهنگی استان و مردم نیازمند است تا بتواند دائرةالمعارف زبان گیلانی را منتشر کند.

## نمونه اشعار
«سینه سُورخِه! تی لانه، مار داره مار/ بییاَ ماراَ جه لانه تو بیرون بار/ تی زاَکاناَ بوخورده آ سییاَ مار/ سییاً مارهْ سراَ بوکوب به دیفار»
(سینه‌سرخ! در لانه‌ات مار است/ بیا و مار را از لانه‌ات بیرون آر/ این مار سیاه، فرزندانت را خورده‌است/ سر مار سیاه را به دیوار بکوب)
«سینه سُورخِه! کی پاراَ کود تی سیناَ؟ / می‌سینه من، پوراَ کوده، تی کیناَ/ شکارچی، آی شکارچی، هوی شکارچی/ بوشورُه مورده شور، تی‌زاَکهْ سیناَ!»
سینه سرخ! چه کسی سینه‌ات را پاره کرده‌است؟ / انتقام خون تو، سینه من مرا پر کرده‌است. / شکارچی! آی شکارچی! آی شکارچی!/ مرده شوی، سینه فرزندانت را بشوید.
«سینه سُورخِه! سییا ما راَ کوشم من/ سییاَ خونه او ما راَ فودوشم من/ دوخانَم شب پراَناَ نت بیدینید/ بازاره سر اَ خوناَ خوروشم من»
(سینه‌سرخ! من مار سیاه را می‌کشم/ من خون سیاه مار را می‌مکم. / شب‌پرگان را صدا می‌زنم، تا ببینند/ بر سر بازار، این خون را خواهم فروخت)
همچنین مولاوردیخانی دارای اشعار بسیاری در قالب «هسا شعر» می‌باشد که از آن جمله می‌توان به «سینه سورخه» و «گیلان جان» اشاره نمود.

## خوشنویسی
مولاوردیخانی هنر خوشنویسی را از سال ۱۳۴۳ نزد دبیر خوشنویسی خود استاد محمد (فرید) ملک مطیعی آغاز کرد. پس آنگاه از محضر استادانی چون محمد علی امیر میرراضی رودسری و غلامحسین امیرخانی در نستعلیق و از بهزاد شاکری کرمانشاهی و یدالله کابلی خوانساری (در شکسته نستعلیق) سود جست. در خطوط ثلث و نسخ نیز از آثار استادانی چون هاشم محمد بغدادی، حامد آلامدی، حاج احمد معصومی زنجانی، حبیب‌الله فضایلی و میرراضی رودسری بهره گرفت.

## موسیقی بر اساس آثار وی
در سال ۱۴۰۲، آهنگ "سینه سرخ" بر اساس شعر کریم مولاوردیخانی توسط هارای موزیک در ساندکلاد منتشر شد.. ترکیب موسیقی توسط هارای انجام شده و موسیقی‌دانان مهمان از جمله وفا مصباحی در نی، محمد علیزاده در باس و آیدین شفائی در سازهای کوبه‌ای در این اثر حضور داشتند. میکس و مسترینگ آهنگ توسط مصطفی طالبیان انجام شده و هنر گرافیک آن توسط سینا ایوبی طراحی شده است.